# Zlatar
Zlatar este un oraș în cantonul Krapina-Zagorje, Croația, având o populație de 6.096 de locuitori (2011).

## Demografie
Componența etnică a orașului Zlatar
     Croați (99,13%)
     Necunoscut (0%)
     Neclasificat (0,57%)
Componența confesională a orașului Zlatar
     Catolici (97,6%)
     Fără religie și atei (1%)
     Necunoscută (0,71%)
     Alte religii (0,69%)
Conform recensământului din 2011, orașul Zlatar avea 6.096 de locuitori. Din punct de vedere etnic, majoritatea locuitorilor (99,13%) erau croați. Din punct de vedere confesional, majoritatea locuitorilor (97,6%) erau catolici, cu o minoritate de persoane fără religie și atei (1,0%). Pentru 0,71% din locuitori nu este cunoscută apartenența confesională.